# Фіскалья
Фіскалья (італ. Fiscaglia) — муніципалітет в Італії, у регіоні Емілія-Романья, провінція Феррара. Муніципалітет утворено 1 січня 2014 року шляхом об'єднання муніципалітетів Масса-Фіскалья, Мільярино, Мільяро.
Фіскалья розташована на відстані близько 330 км на північ від Рима, 65 км на північний схід від Болоньї, 31 км на схід від Феррари.
Населення — 9343 особи (2015).
Щорічний фестиваль відбувається 13 травня. Покровитель — Madonna della Corba.

## Демографія
Населення за роками:

## Сусідні муніципалітети
- Йоланда-ді-Савоя
- Кодігоро
- Лагозанто
- Остеллато
- Трезігалло